# Gigi Rice
Georgeanne Marie Rice (* 13. März 1965 in Columbus, Ohio) ist eine US-amerikanische Schauspielerin. 
Rice studierte an der Ohio State University und machte dort ihren Abschluss mit einem Bachelor of Fine Arts in ihrem Hauptfach Musicaltheater. Weiterhin war sie in der dortigen Aufführung von Guys and Dolls als Miss Adelaide im Herbst 1984 zu sehen. Nach ihrem Abschluss arbeitete sie in Burt Reynolds’ Jupiter Theatre in Florida. Dort war sie u. a. in Mame und „I’m Not Rappaport“ zu sehen.
Ihre Fernsehkarriere begann Rice in der Fernsehserie Bigfoot und die Hendersons.
Seit dem 21. Juni 1991 ist sie mit dem Schauspieler Ted McGinley verheiratet, sie haben zwei gemeinsame Kinder. Die Familie lebt in Los Angeles. 

## Filmografie (Auswahl)
- 1990: Die Spur des Todes (Revealing Evidence: Stalking the Honolulu Strangler, Fernsehfilm)
- 1990–1991: Bigfoot und die Hendersons (Harry and the Hendersons; Fernsehserie, 23 Folgen)
- 1992: Delta (Fernsehserie, 17 Folgen)
- 1993: Deadfall
- 1993–1996: Nachtschicht mit John (The John Larroquette Show; Fernsehserie, 84 Folgen)
- 1994: Werbung für die Liebe (Mr. Write)
- 1994: Geschenk des Himmels (A Gift from Heaven)
- 1995: Tödliche Familiengeheimnisse (Deadly Family Secrets)
- 1996: Deadly Web – Terror im Internet (Deadly Web, Fernsehfilm)
- 1998: Significant Others
- 1998: A Night at the Roxbury
- 1999: Logan – Das zweite Gesicht (Hard Time: The Premonition)
- 1999: Partners
- 2002: It’s All About You
- 2002–2003: Do Over (Fernsehserie, 15 Folgen)
- 2004: Flug 323 – Absturz über Wyoming (NTSB: The Crash of Flight 323)
- 2005: McBride: The Doctor Is Out... Really Out
- 2005: Cool & Fool – Mein Partner mit der großen Schnauze (The Man)
- 2010: Ashley's Ashes
- 2014: Mission Air
- 2015: Safelight
- 2018: Nightclub Secrets
- 2019: Christmas Reservations (Fernsehfilm)
- 2021: Courting Mom and Dad

Gastauftritte
- 1990: Columbo: Wer zuletzt lacht … (Columbo Cries Wolf)
- 1991: Zurück in die Vergangenheit (Quantum Leap), Folge 4.01
- 1992: Vier mal Herman (Herman's Head), Folge 1.23
- 1999: Alabama Dreams (Any Day Now), Folge 2.11
- 1999, 2000, 2001: Frasier, Folgen 7.06, 7.20 und 9.02
- 2000: Auf der Flucht – Die Jagd geht weiter (The Fugitive), Folge 1.03
- 2001: Will & Grace, Folge 3.18
- 2004: CSI: Den Tätern auf der Spur (CSI: Crime Scene Investigation), Folge 5.02
- 2005: Two and a Half Men, Folge 2.21
- 2005: Nip/Tuck – Schönheit hat ihren Preis, Folge 3.07
- 2006: The Closer, Folge 2.01
- 2007: Moonlight, Folge 1.01
- 2007: Las Vegas, Folge 5.03
- 2008: The New Adventures of Old Christine, Folge 3.06
- 2012: The Mentalist, Folge 5.08